# Pfahl (Bayerischer Wald)

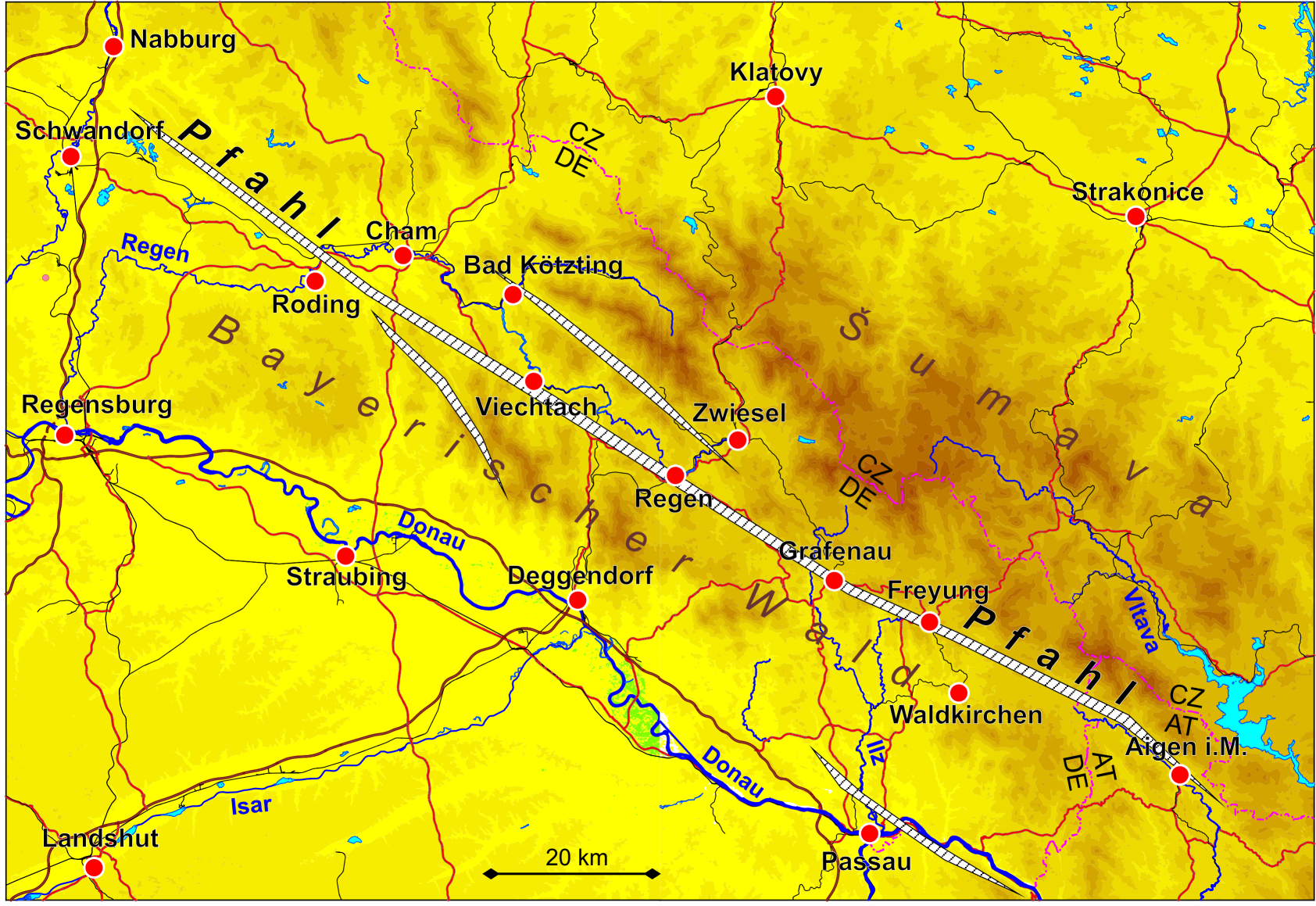
Lage des Pfahls im Bayerischen Wald

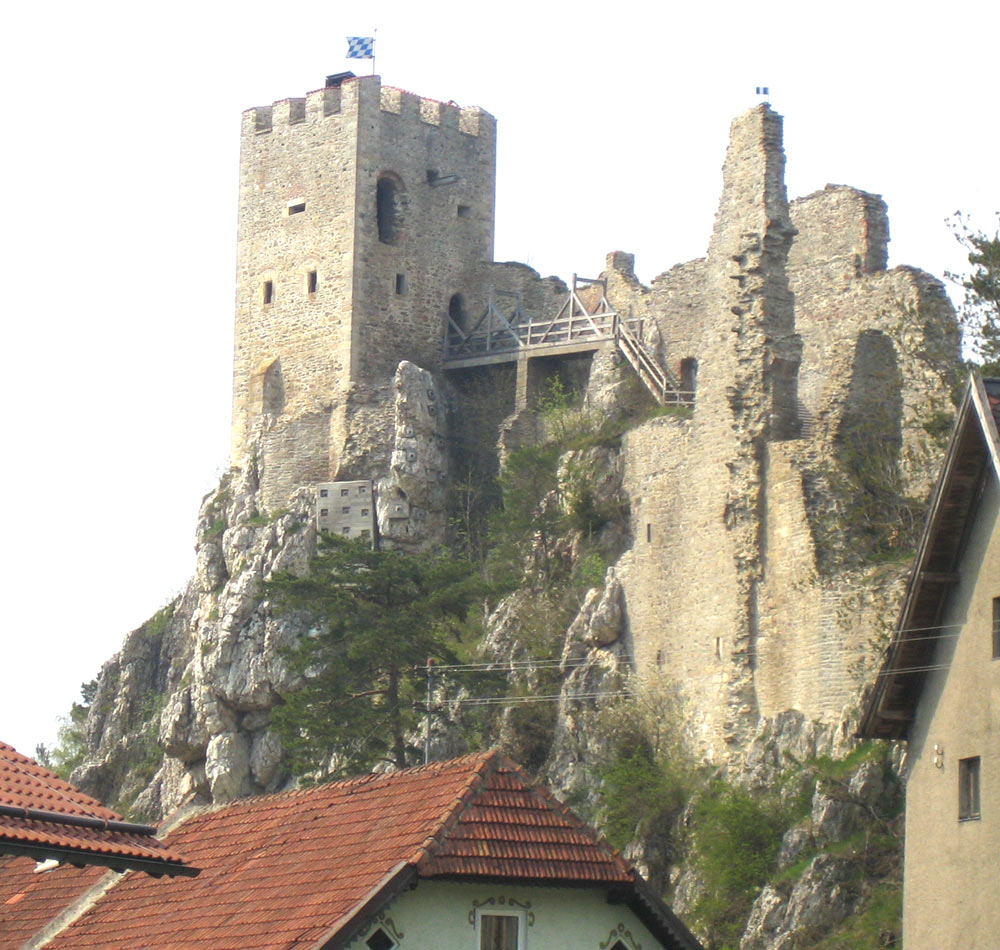
Burgruine Weißenstein, auf dem Pfahl erbaut

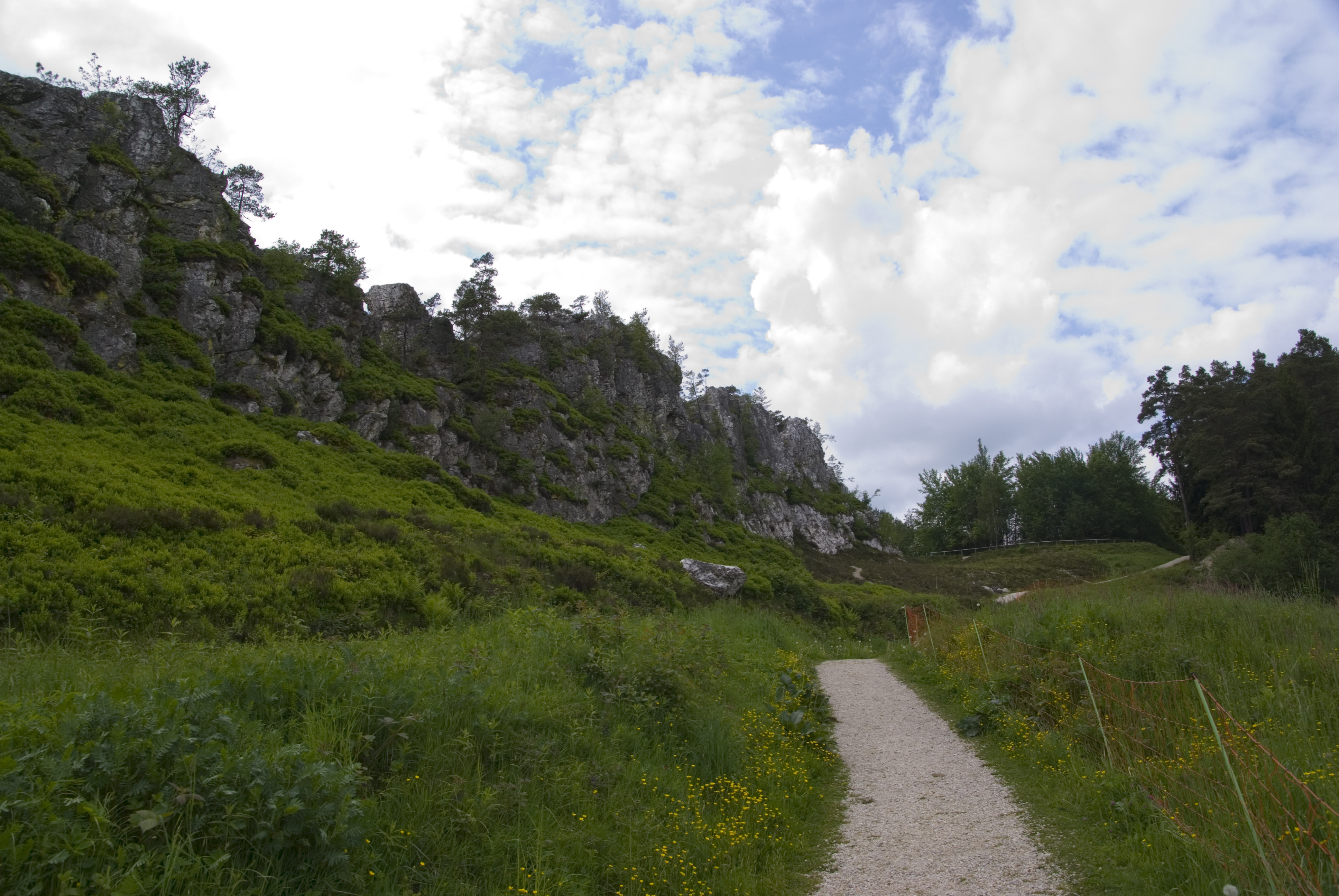
Pfahl bei Viechtach

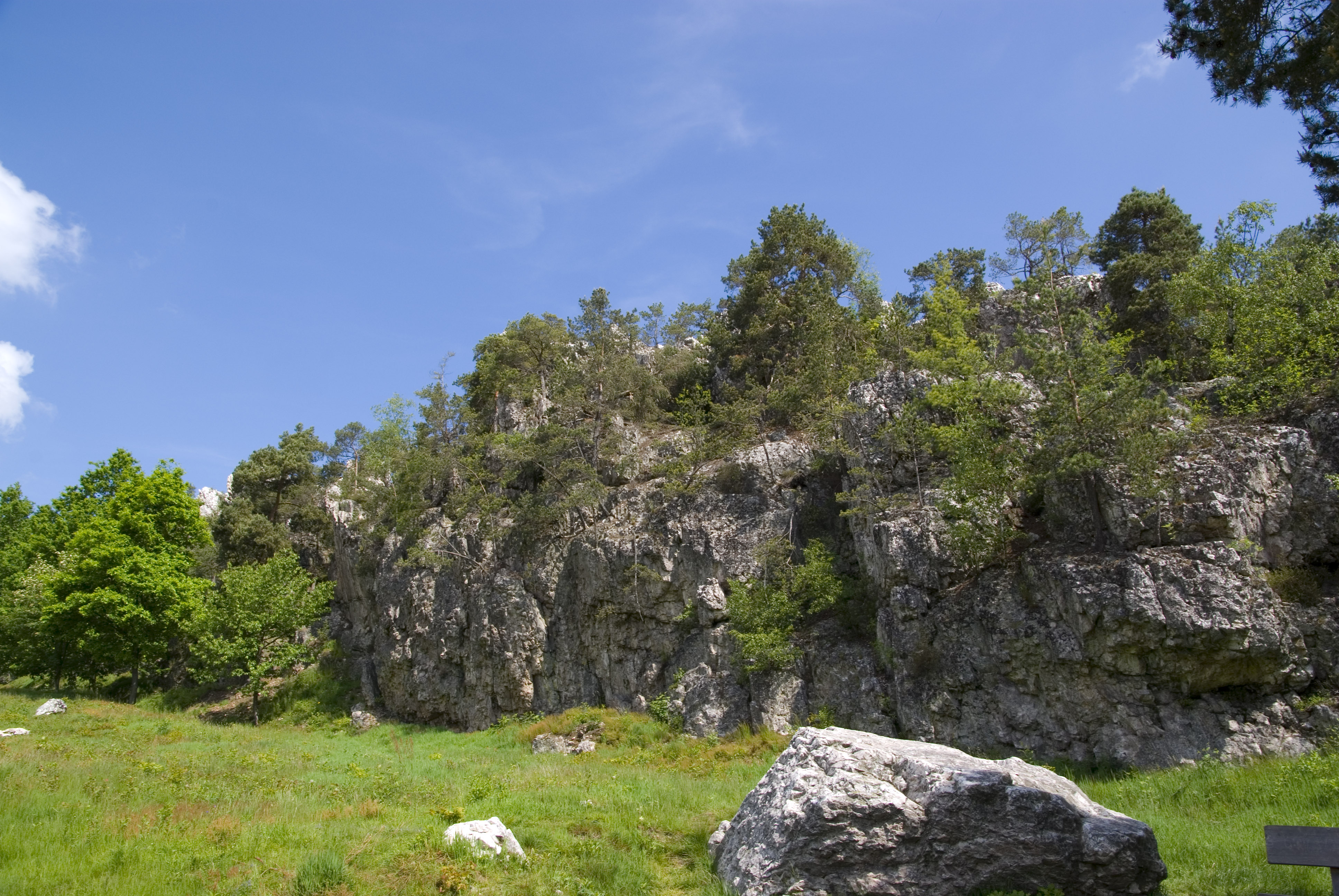
Pfahl bei Viechtach

Der Pfahl ist ein 150 km langer Quarzgang, der sich durch den nordöstlichen Bayerischen Wald zieht. Geomorphologisch gesehen stellt er einen Härtlingszug dar, der erst durch Verwitterung und Erosion über Jahrmillionen herauspräpariert wurde.

## Entstehung
Der Pfahl besteht aus Quarz, welcher sich als hydrothermale Gangbildung vor etwa 275 Millionen Jahren in die bereits vorhandene Bruchstruktur absetzte. Der Pfahl als Störung war wahrscheinlich mehrfach aktiv. Da das Pfahlgestein härter als das umgebende Gestein ist, wurde es bei der Erosion mauerartig herauspräpariert. Der Pfahl bildet heute einen 150 km langen und 10 bis 40 m hohen Härtlingszug. Der weiß schimmernde Pfahlquarz besteht bis zu 98 % aus Kieselsäure, gelbliche bis rötliche oder graue Farbgebungen werden durch Eisenverbindungen und Verunreinigungen („Pfahlschiefer“) verursacht. Die Interpretation der eigentlichen Pfahlstörung als Sutur ist umstritten, es gilt allerdings als gesichert, dass sie unterschiedliche magmatische Gesteine trennt.

## Verlauf
Im Nordwesten beginnt der Pfahl in der Oberpfalz südöstlich Schwarzenfelds, passiert das Stadtgebiet Chams südwestlich und führt nach Südosten über Viechtach, Regen, Grafenau und Freyung bis ins oberösterreichische Mühlviertel. Der Quarz tritt nur an wenigen Stellen an die Oberfläche (südöstlich von Freyung nicht mehr); ansonsten ist der Pfahl vor allem als Höhenzug erkennbar. Auch die Infrastruktur und die Wirtschaftsgeographie der Region orientieren sich mitunter deutlich am Verlauf des Pfahls. In Weißenstein bei Regen erreicht der Pfahl 758 m über dem Meeresspiegel; auf dieser Erhebung steht die Burgruine Weißenstein. Bei Viechtach (westlich der Stadt) sind die Quarzformationen am besten sichtbar und ragen bis zu 30 m in die Höhe. Bis auf wenige Ausnahmen ist der Pfahl als durchgehende geologische Formation erhalten.
Durch das Zellertal zwischen Bad Kötzting und Bodenmais erstreckt sich parallel zum eigentlichen Pfahl eine weitere Pfahlschieferzone, in der Quarz nicht unmittelbar ansteht. Dieser Nebenpfahl wird als Rundinger-Pfahlzone bezeichnet. Sein südöstlichster Aufschluss liegt bei Bettmannsäge südwestlich Zwiesels. Einen weiteren Nebenpfahl gibt es im Südosten des Bayerischen Waldes, den Aicha-Halser-Nebenpfahl, der sowohl für die Doppelschlinge der Ilz bei Hals als auch für eine Biegung der Donau nach Norden kurz hinter Passau verantwortlich ist. Ferner existiert ein Nebenpfahl zwischen Kirchberg vorm Wald und Gerlesberg.

## Naturräumliche Gliederung
Der größte Teil des Pfahl verläuft innerhalb der Regensenke. Dort heben sich einzelne, nach Südosten ziehende Härtlingszüge hervor, die immer wieder durch Senken und Quertäler unterbrochen werden. Der Pfahl gliedert sich naturräumlich hier wie folgt (von Nordwest nach Südost geordnet):
- (zu 404 Regensenke)
  - 404.2 Pfahl
    - 404.25 Thierlsteiner Pfahl (südwestlich von Cham; auf der Kammlinie bis 448,9 m, an Südwestausläufern bis 469,9 m)
    - 404.24 Moosbacher Pfahl (bis 639 m)
    - 404.23 Viechtacher Pfahl (bis 583 m)
    - 404.22 Patersdorfer Pfahl (bis 648 m)
    - 404.21 Marcher Pfahl (bis gut 740 m, an Südwestausläufern bis 784,6 m)
    - 404.20 Weißensteiner Pfahl (an der Ruine Weißenstein 758 m)[9]

Ganz im Nordwesten der Regensenke, am Übergang zur Cham-Further Senke mit dem Regental, beginnt der eigentliche Pfahl am Schloss Thierlstein, von dem aus sich im Thierlsteiner Pfahl eine Kette gratartiger Höhenzüge (z. B. „Teufelsmauer“, 434 m, nordöstlich von Penting) nach Südosten zieht. Im Moosbacher und im Thierlsteiner Pfahl sitzen solche Grate teils mittig auf Höhenrücken auf, die im Falle des Viechtacher allerdings von benachbarten Bergen des Vorderen Bayerischen Waldes deutlich überragt werden. Im Petersdorfer und im Marcher Pfahl sitzen die Grate auf den Nordostflanken deutlich höherer Berge auf, erst im Weißensteiner Pfahl erreichen die Pfahlgrate wieder die Höhen benachbarter Berge.
Südöstlich jenseits der Regensenke, im Abteiland, treten die Teile des Pfahls geomorphologisch weniger deutlich hervor und bilden keine eigenen Naturräume. Ein bemerkenswertes Geotop dort ist etwa die Buchberger Leite. Die Pfahllinie zieht sich bis über die Grenze nach Österreich; Neureichenau ist im südöstlichen Abteiland unmittelbar auf einem (gemäßigten) Pfahlgrat erbaut worden.

## Nutzung
Seiner Festigkeit wegen fand der Pfahlquarz Verwendung als Schotter im Straßenbau. Wegen der Verunreinigung mit anderen Gesteinsarten wurde er von der Glasindustrie kaum genutzt. Das im Quarz enthaltene Silizium diente zuletzt auch zur Herstellung von Mikrochips und Solarzellen.
Das Quarzschotterwerk Viechtach wurde seit 1892 betrieben. 1928 wurde für den Transport des Materials zur Quetsche (Brecher) eine Seil- und Schienenbahn errichtet, die das gebrochene Gestein bis 1967 in fünfzehn hängenden Loren ins Tal transportierte. An der Bergstation lösten sich die Loren vom Transportseil und wurden an einer Schiene zu den Ladeklappen gefahren, aus denen die Steine in die Loren rutschten. Anschließend wurden die Loren wieder ins Zugseil eingeklinkt und fuhren zu Tal. Dort konnten sie seitlich gekippt werden, um sie in den Brecher zu entladen. Für den Betrieb der Verladestation waren drei Mann notwendig, täglich konnten so im 2-Minuten-Takt bis zu 300 Loren beladen werden.
Im Jahr 1993 wurde der Abbau eingestellt und das Steinbruchareal in das Naturschutzgebiet Großer Pfahl aufgenommen.

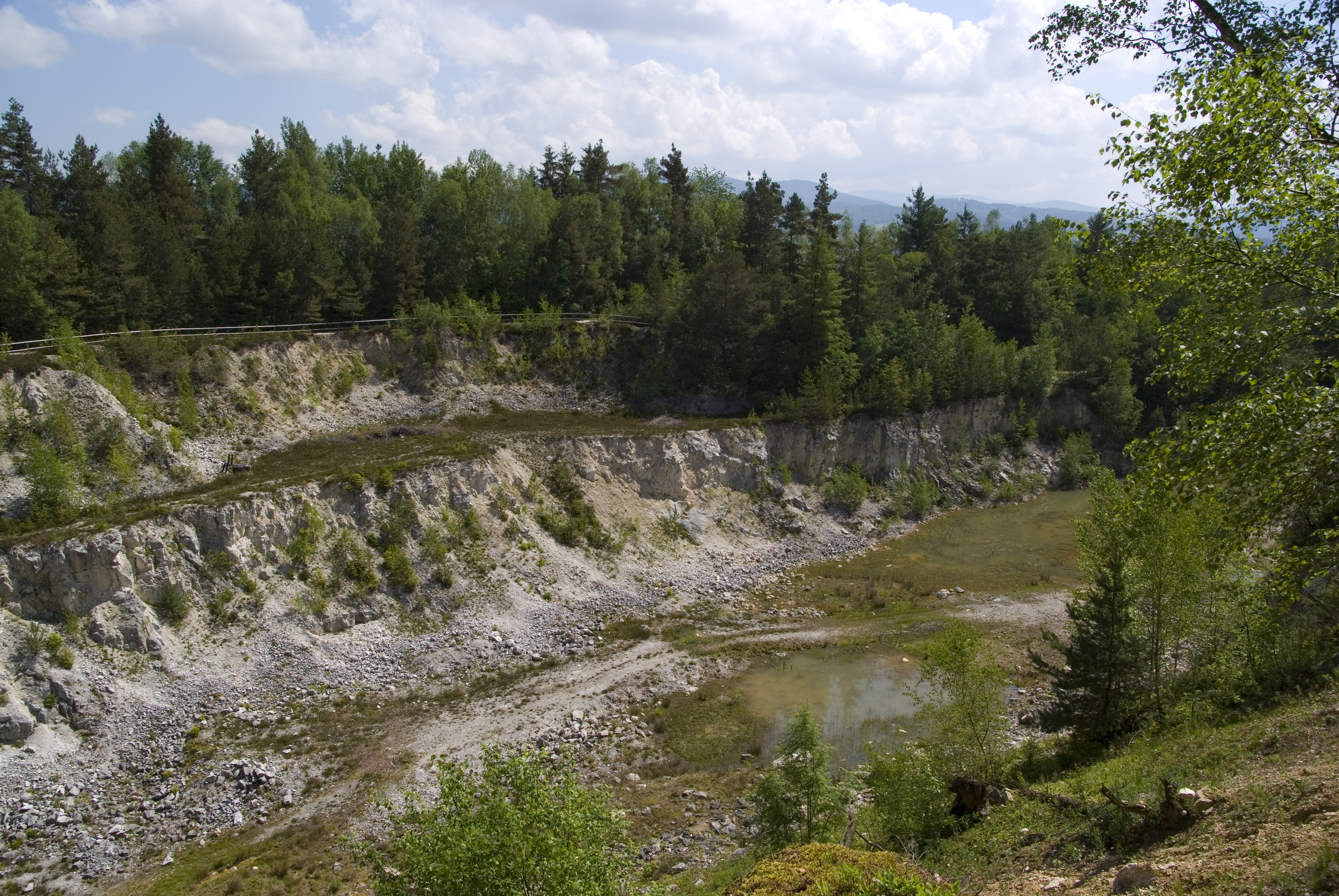
Quarzabbau am Pfahl bei Viechtach
Abbaustelle (Steinbruch)
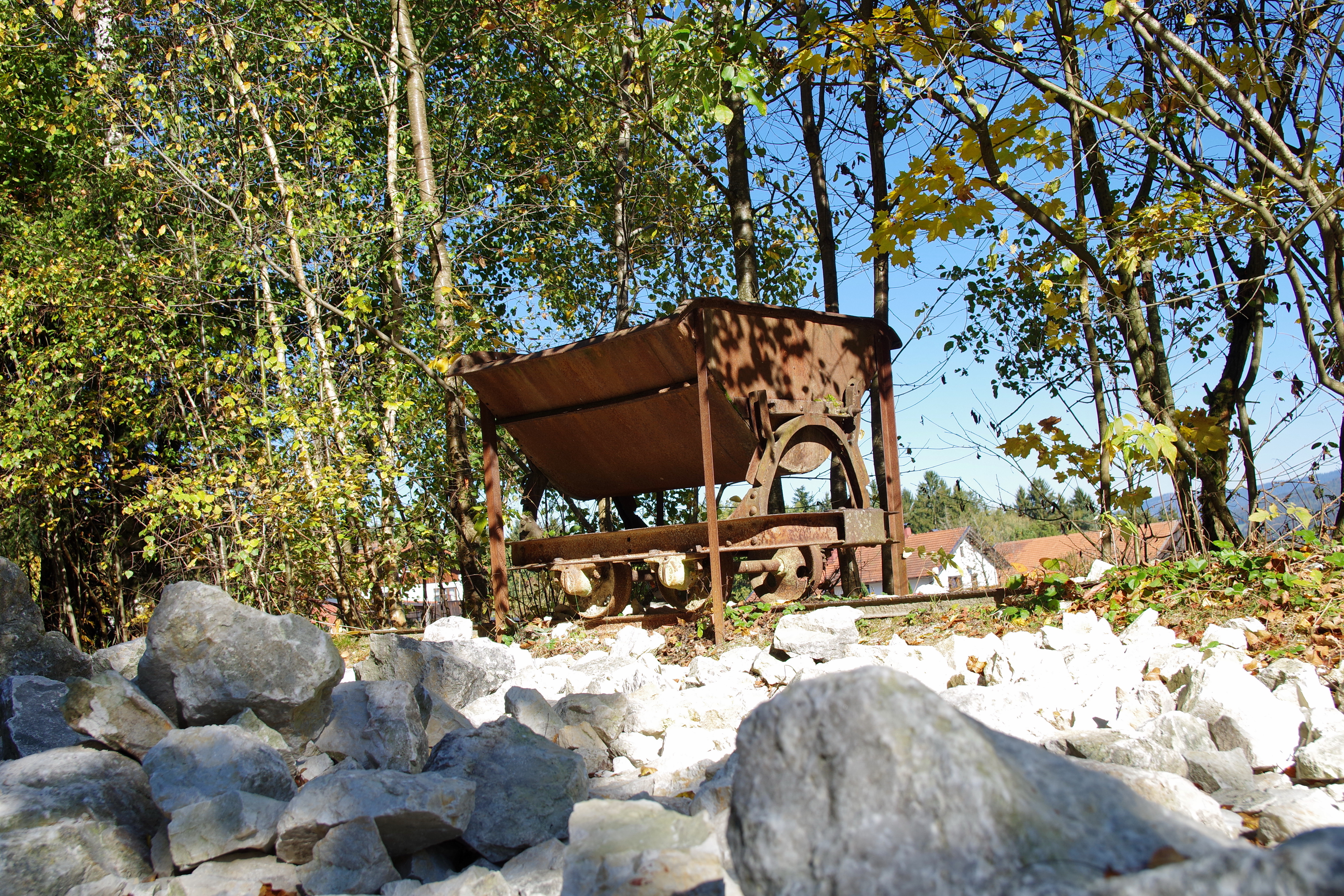
Transport auf der Schiene zur Verladestation
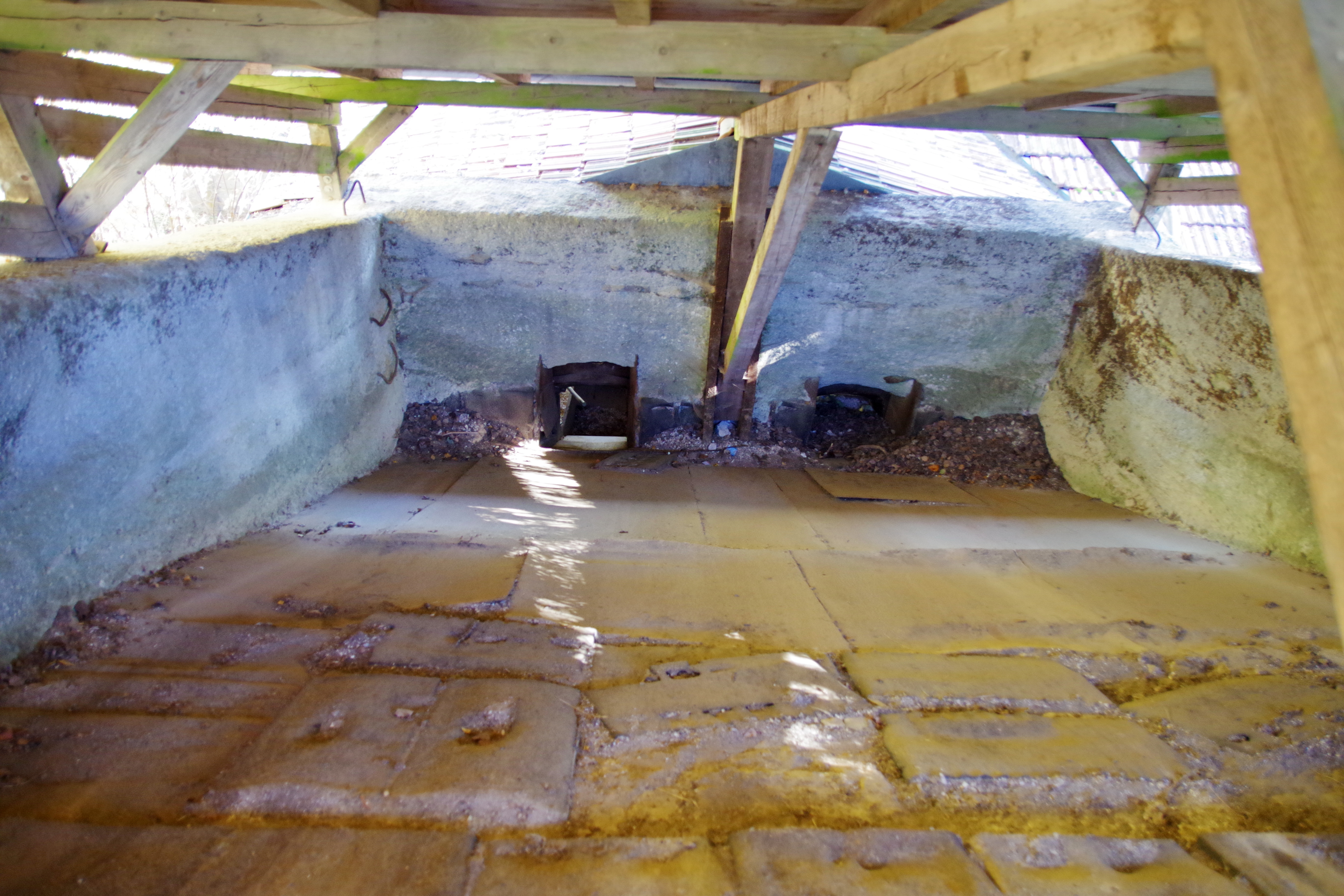
Verladerutsche
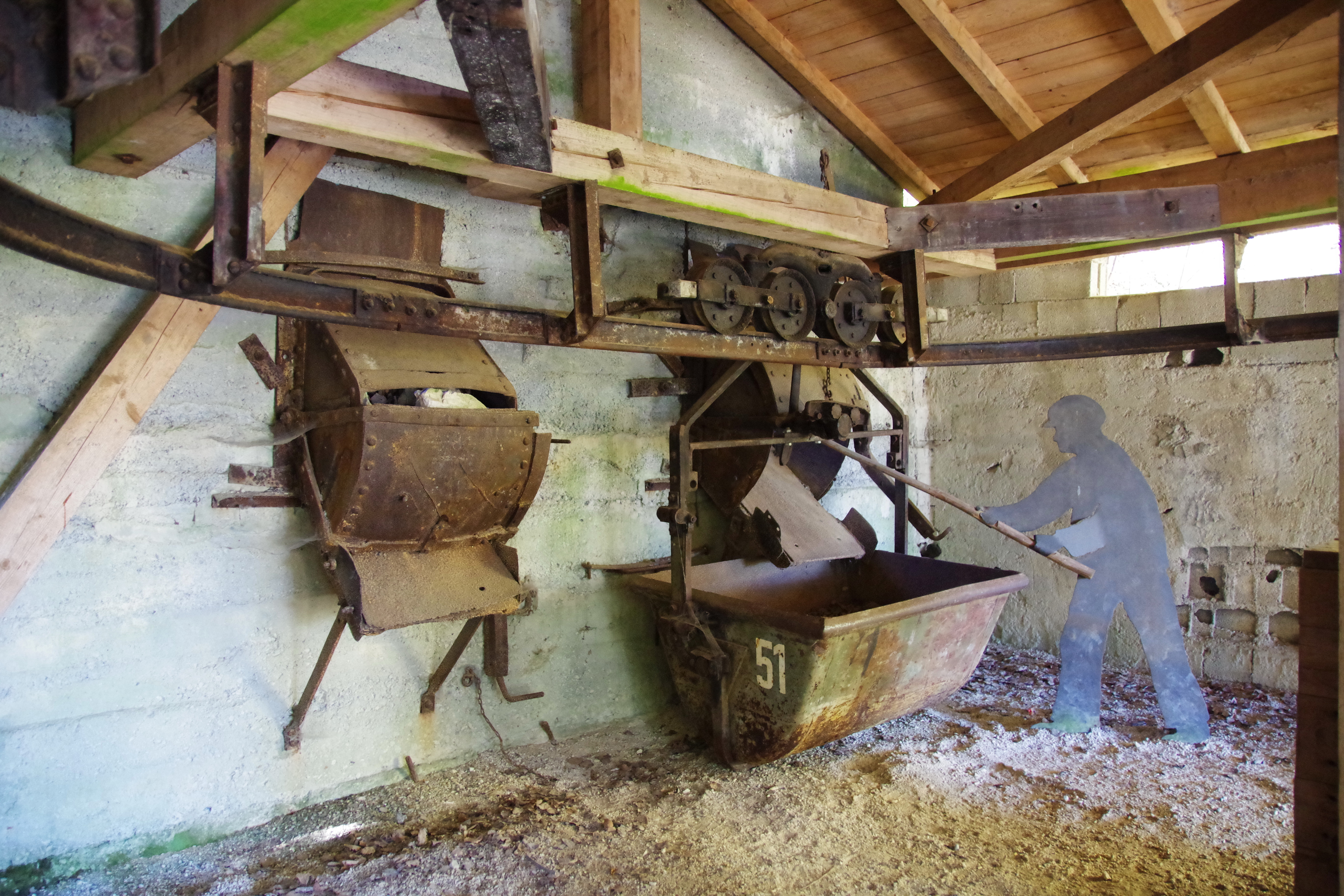
Verladestation mit Lore
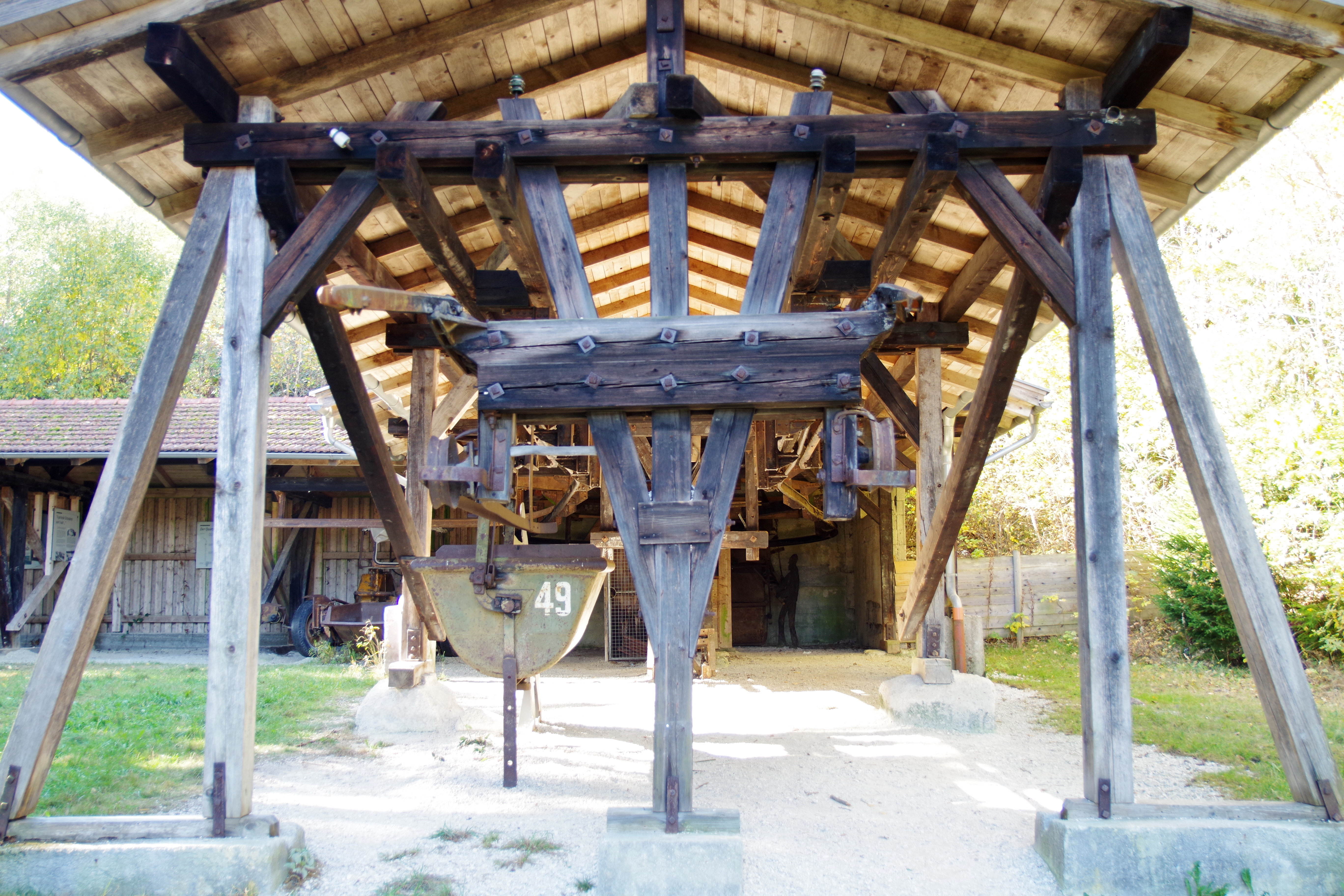
Schienenbahn an der Verladestation
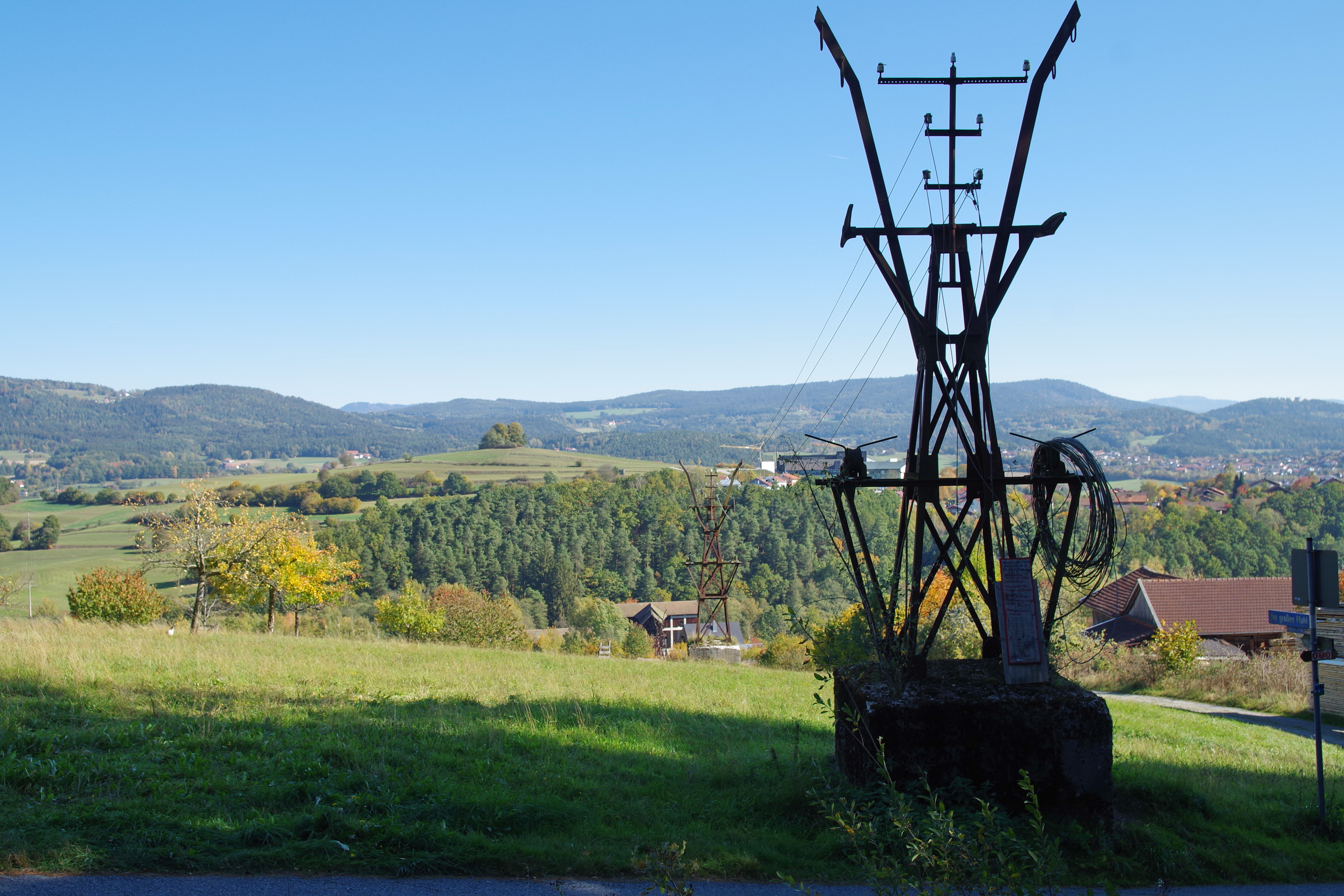
Talfahrt mit Seilbahn zur Quetsche

## Geotope
Einige Teilabschnitte des gesamten Pfahls wurden als Geotope ausgewiesen.

### Nationales Geotop
Im Jahr 2006 erfolgte die Aufnahme in die Liste der 77 ausgezeichneten Nationalen Geotope Deutschlands.

### Großer Pfahl bei Viechtach
Die hoch aufragende Felsmauer bei Viechtach ist vom Bayerischen Landesamt für Umwelt (LfU) als geowissenschaftlich wertvolles Geotop (Geotop-Nummer: 276R002) ausgewiesen.
Die Felsmauer aus Pfahlquarz ist eine der markantesten Formen am gesamten Pfahl. Westlich davon liegt ein ehemaliger Steinbruch, in dem Pfahlquarz abgebaut wurde. Ein Lehrpfad beschreibt die Besonderheiten der Region.
Das Geotop wurde mit dem Gütesiegel „Bayerns 100 schönste Geotope“ ausgezeichnet und wird vor Ort mit einer
Infotafel erläutert.
Im Jahr 2002 wurde der Große Pfahl bei Viechtach vom LfU mit dem offiziellen Gütesiegel Bayerns schönste Geotope ausgezeichnet.

## Wanderwege
Rund um den Pfahl gelegen sind zahlreiche Wanderwege, die sich im zeitlichen Aufwand stark unterscheiden. Die bekanntesten Wanderwege sind um die Stadt Viechtach. Das Spektrum reicht von einer kleinen Runde mit weniger als einer Viertelstunde bis zu einer großen Rundtour, für die ungefähr 2,5 Std. Dauer zu veranschlagen sind.